# TV Descalvados
TV Descalvados (também conhecida como SBT Cáceres) é uma emissora de televisão brasileira sediada em Cáceres, cidade do estado de Mato Grosso. Opera no canal 8 VHF e está em fase de implantação o seu sinal digital pelo canal 45 UHF, e é afiliada ao SBT.

## História
A emissora foi fundada em 27 de outubro de 1994 pelo empresário Sérgio Granja de Souza no município de Cárceres, e tinha como acionista Ricardo Luiz Henry, ex-prefeito do município. Iniciou suas operações em 12 de setembro de 1995, mesmo sem ter autorização para funcionar. A emissora só teve sua concessão autorizada pelo Ministério das Comunicações no dia 23 de maio de 1996.
Em 24 de agosto de 2019, a emissora estreia o Papo Legal, programa de variedades apresentado pelo jornalista Esdras Crepaldi, sendo exibido aos sábados, ao meio-dia, com reprise aos domingos, 8 da manhã.
Em 15 de março de 2021, a tradicional versão local do Aqui Agora é substituída pelo telejornal SBT Cáceres.

## Sinal digital
A TV Descalvados foi autorizada pelo Ministério das Comunicações, em 15 de outubro de 2015, a operar em sinal digital pelo canal 45 UHF. A emissora, no entanto, ainda não realizou a implantação deste sinal.

## Programas
Além de retransmitir a programação nacional do SBT, a TV Descalvados produz e exibe os seguintes programas:
- Olho Vivo na Cidade: Jornalístico, com Edmilson Campos;
- SBT Cáceres: Telejornal, com Márcia Pache;

Diversos outros programas compuseram a grade da emissora, e foram descontinuados:
- Aqui Agora
- Cidade Viva
- De Olho No Lance
- Papo Legal

## Controvérsias
Em 23 de julho de 2004, a emissora foi condenada 2 vezes pela justiça eleitoral com base na Lei 9.504 de 1997, por privilegiar a candidatura de Ricardo Henry a prefeitura do município. A punição da emissora no processo 08 foi sair do ar das 7 às 8 horas nos dias 23 e 26 de julho. No processo 21, a TV Descalvados também foi condenada a ficar fora do ar por 12 horas, por conta de propaganda ilegal para Ricardo Henry.
Em 2010, a emissora foi alvo de uma ação judicial, que fez com que seus equipamentos fossem confiscados. O motivo seriam as declarações do jornalista Edmilson Campos contra a primeira dama Gisele Fontes (esposa do prefeito Túlio Fontes, então prefeito do município de Cáceres) quando a frente do jornalístico Aqui Agora em 2001, que a chamava de "ladra". Naquele ano, a emissora teve bens confiscados para pagar a indenização de R$ 100 mil, mas como não eram suficientes para quitar o valor, Gisele recorreu, e 9 anos depois, em 14 de setembro de 2010, a emissora foi invadida por policiais militares, que tiraram a emissora do ar e confiscaram mais equipamentos, para quitar o novo valor, que em decorrência do acúmulo de multas processuais e honorários, já chegava em R$ 500 mil. Mesmo com toda esta apreensão, a indenização ainda não estaria quitada, pois os bens da emissora eram avaliados em R$ 200 mil. Em 18 de setembro, a emissora retorna ao ar com equipamentos alugados, transmitindo a programação nacional do SBT, e em 20 de setembro, a programação local retornou ao ar.

Em 13 de novembro de 2013, a concessão de sua emissora irmã, TV Pantanal, é cassada, após constatação de monopólio de veículos de comunicação no município por parte da família Henry, que era proprietária das duas emissoras, além da Rádio Clube de Cáceres.